# 영 엘리펀트 FC
영 엘리펀트 FC는 라오스의 축구단이다. 현재 라오스 프리미어리그에 참가하고 있다.

## 선수 명단

### 현역
- 찬싸폰 와엔봉소스(2022 ~ )
- 카하른 페트시빌라이(2019 ~ )
- 키다본 수바니(2018, 2021 ~ )